# Хелмонець
Хелмонець (пол. Chełmoniec) — село в Польщі, у гміні Ковалево-Поморське Ґолюбсько-Добжинського повіту Куявсько-Поморського воєводства.
Населення — 230 осіб (2011).
У 1975-1998 роках село належало до Торунського воєводства.

## Демографія
Демографічна структура станом на 31 березня 2011 року:
|          | Загалом | Допрацездатний вік | Працездатний вік | Постпрацездатний вік |
| -------- | ------- | ------------------ | ---------------- | -------------------- |
| Чоловіки | 114     | 28                 | 80               | 6                    |
| Жінки    | 116     | 30                 | 70               | 16                   |
| Разом    | 230     | 58                 | 150              | 22                   |